# Okrúhle
Okrúhle é um município da Eslováquia, situado no distrito de Svidník, na região de Prešov. Tem 14,97 km² de área e sua população em 2018 foi estimada em 596 habitantes.

## Demografia
| Ano:        | 1994 | 2004   | 2014   | 2024    |
| ----------- | ---- | ------ | ------ | ------- |
| Broj ljudi: | 628  | 641    | 636    | 562     |
| Razlika:    |      | +2,07% | -0,78% | -11,63% |

| Ano:               | 2023 | 2024   |
| ------------------ | ---- | ------ |
| Número de pessoas: | 563  | 562    |
| Diferença:         |      | -0,17% |